# Dreamer
Dreamer és un èxit del disc de 1974 de Supertramp, Crime of the Century compost per Roger Hogdson. Va situar-se al número 20 de la llista de senzills del Regne Unit al febrer de 1975. El 1980, va aparèixer a l'àlbum en directe, "Paris". Aquesta versió en directe també es va publicar com a single i va arribar al número 15 de la llista nord-americana Billboard Hot 100, número 36 al Top 40 holandès, i número 1 al canadenc de senzills. Dreamer també va aparèixer a l'àlbum de Roger Hodgson, Classics Live, gravat en la gira del 2010.
La cançó tracta d'una persona que té grans somnis però que és incapaç d'actuar sobre ells, de manera que mai no es fan realitat. Quan el 2012 li van preguntar a Hodgson si era un somiador, va respondre: "Jo ho sóc, i definitivament encara era més de jove. Jo era un adolescent, tenia molts somnis. I em sento molt beneït que molts d'ells es fessin realitat. Però la cançó em va sortir de dintre. Acabàvem de comprar el primer piano de Wurlitzer i era la primera vegada que el tenia a casa, estava tan emocionat que la cançó em va sortir sola".

## Història
Dreamer va ser composta per Roger Hodgson amb un piano Wurlitzer a casa de la seva mare quan tenia 19 anys. Aleshores, va gravar una demostració de la cançó amb només les veus, el Wurlitzer i batent caixes de cartró per a la percussió. Hodgson va declarar, "Em va emocionar, va ser la primera vegada que vaig posar les mans a sobre d'un Wurlitzer". Supertramp va fer la seva pròpia gravació de la cançó en imitació d'aquesta primera demo.
Després que Roger Hodgson abandonés Supertramp el 1983, la banda no va interpretar "Dreamer" en directe fins a la gira de 2010, on va formar part d'una mescla de tres cançons de "Crime of the Century". El saxofonista John Helliwell va explicar en una entrevista el 1988: "Es va convertir en un gran número a l'escenari. Jo feia veure que també tocava el piano, pujava d'alt del piano i intentava fer riure a Roger mentre cantava. Ja no ho fem, perquè la cançó era tant de Roger que no podia fer-ne cap altra versió."